# Ladislav Mráz (fotbalista)
Ladislav Mráz (27. srpna 1909, Praha – 7. května 1962) byl český fotbalista, útočník, československý reprezentant. V československé reprezentaci odehrál 25. 5. 1934 přátelské utkání ve Francii, které skončilo výhrou 2-1. V lize hrál za Čechii Karlín.

## Ligová bilance
| Ročník                      | Zápasy | Góly | Klub             |
| --------------------------- | ------ | ---- | ---------------- |
| 1. asociační liga 1931/1932 | -      | 0    | SK Čechie Karlín |
| 2. asociační liga 1932/1933 | -      | -    | SK Čechie Karlín |
| 1. asociační liga 1933/1934 | -      | 1    | SK Čechie Karlín |
| CELKEM                      | -      | -    |                  |